# Боброве (Сіверськодонецький район)
Бобро́ве — село в Україні, у Сєвєродонецькій міській громаді Сєвєродонецького району Луганської області. Населення становить 255 осіб.

## Історія
На землях, отриманих у власність у 1735 році, В. І. Вергильов заклав поселення Боброве.

## Економіка
* В селі розташоване Бобрівське лісництво (вул. Красна, 50)
Площа лісництва складає 7145 га, в т.ч. вкрита лісом - 6156 га. Щорічно лісництво заготовлює 4500 м³ лісопродукції (переважно підтоварника і дров), створює лісові культурна площі 160 га, вирощує сіянці сосни звичайної (500 тис. шт.) і виготовляє пиломатеріали, піддони т інше

## Бойові дії 2014 р.
4 жовтня 2014 року бойовики «війська Донського» обстріляли з «Градів» блокпост батальйону міліції «Луганськ-1» біля села Боброве.

## Світлини

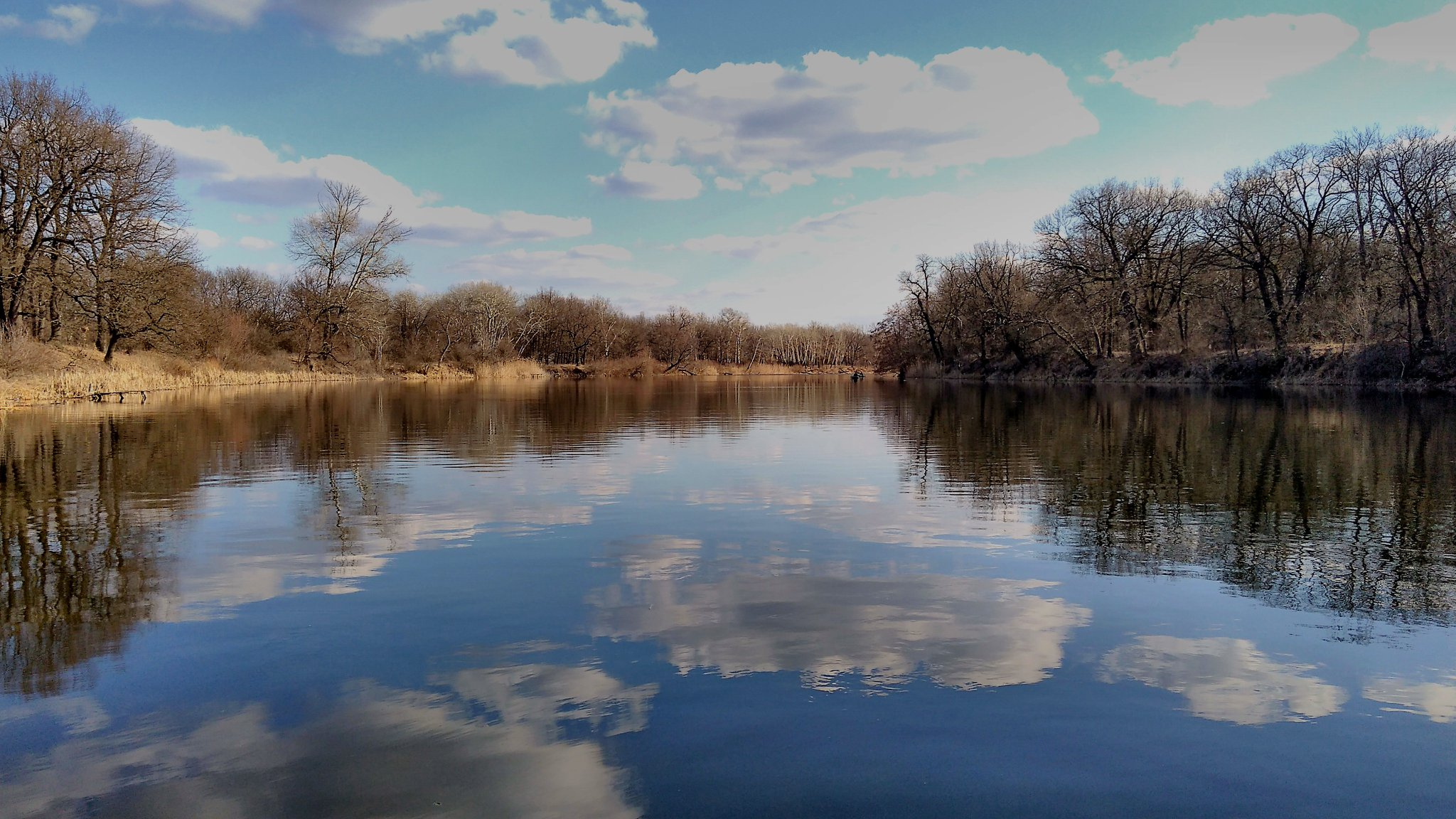
Озеро Боброве
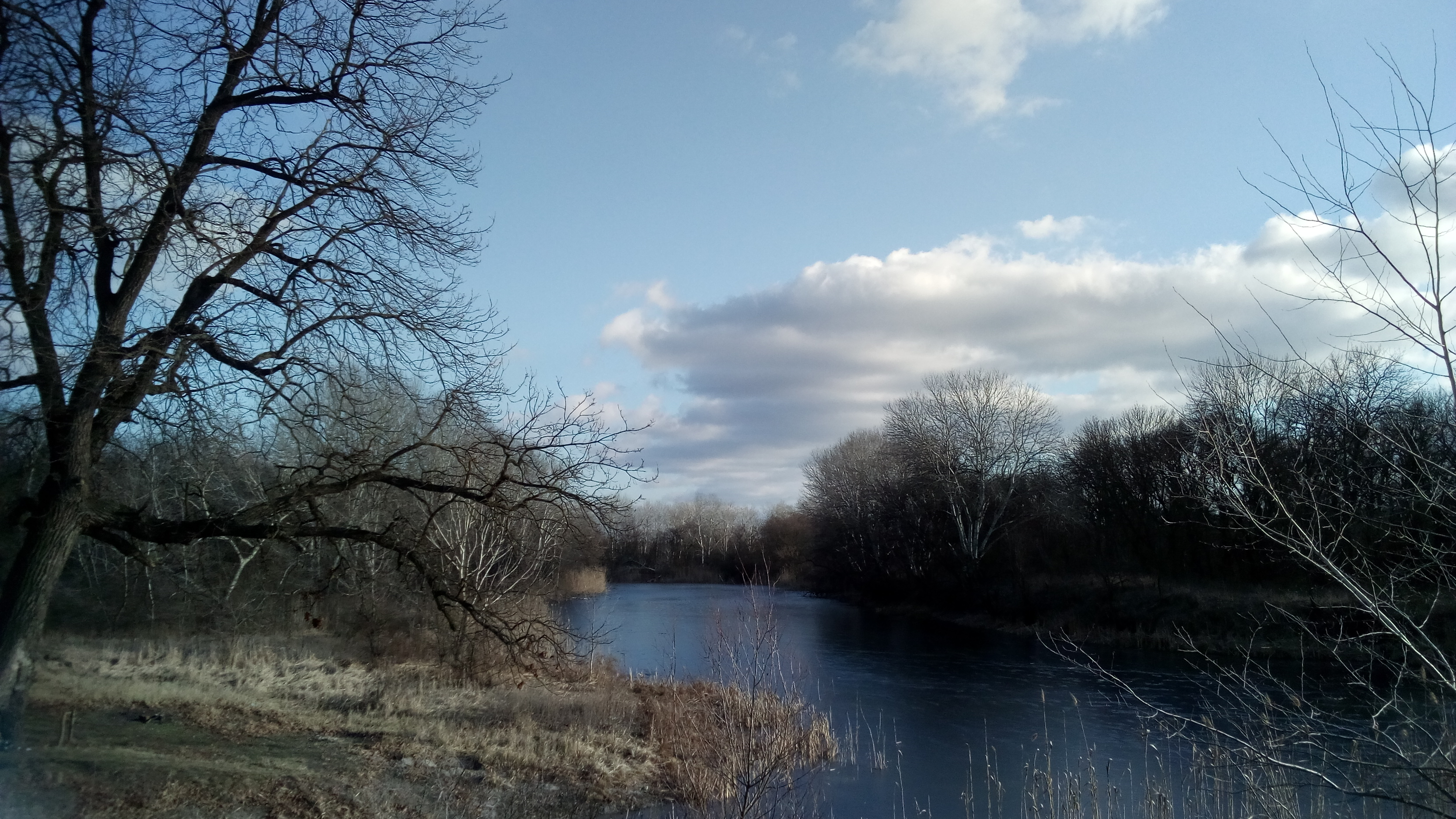

## Згадки у ЗМІ
- Боброве. Топонімічна історія [Архівовано 9 січня 2022 у Wayback Machine.]
- Павичі з села Боброво: Історія успішної бізнес-вумен з Луганська  //  2 бер. 2021
- У СЕЛІ БОБРОВЕ РЯТУВАЛЬНИКИ ЛІКВІДУВАЛИ ПОЖЕЖУ //15-02-2021 [Архівовано 26 лютого 2021 у Wayback Machine.]
- Пожежі в природних екосистемах на території Луганської області //9 Жовтня, 2020р. [Архівовано 6 березня 2021 у Wayback Machine.]